# Nathanael Schnittelbach
Nathanael Schnittelbach (Danzig, 16 juni 1633 - Lübeck, 16 november 1667) was een Duitse violist en barokcomponist. Hij werd door auteur en componist Ernst Ludwig Gerber beschouwd als een van de beste violisten van de 17e eeuw. Schnittelbach was befaamd in grote delen van Europa, zoals Duitsland, Holland, Polen, Denemarken en Zweden. Zijn loopbaan speelde zich voornamelijk af in Lübeck, dat destijds een belangrijk centrum was voor vioolmuziek.

## Levensloop
Nathanael werd geboren in Danzig (het huidige Gdansk) als de zoon van Johannes Schnittelbach, organist van de Jacobikerk, en Martha Lang. Zijn muziekcarrière begon rond 1650 in Danzig met een losse aanstelling als violist bij de Mariakerk. In 1653 verbleef Schnittelbach in Zweden en werd hij lid van de hofkapel van koningin Christina.
Begin 1655 was Schnittelbach weer terug in Duitsland en ging als stadsmusicus aan de slag in Lübeck, waar hij de zojuist overleden violist Paul Bruhns opvolgde. Op 13 november van dat jaar ontving hij het burgerrecht van deze stad.
Schnittelbach kreeg in Lübeck vioolles van de befaamde viooldocent Nikolaus Bleyer. Op 11 december 1655 trouwde Schnittelbach met de dochter van Bleyer, waardoor ze familie van elkaar werden. Schnittelbach nam na het overlijden van Bleyer in 1658 diens rol als viooldocent over en zou de laatste vertegenwoordiger zijn van de befaamde Lübeckse vioolschool. Hij gaf les aan onder andere Nicolaus Adam Strungk, Peter Bruhns en Thomas Baltzer.
In oktober 1667 nam Schnittelbach deel aan huwelijksfeesten op het slot Gottorf. Hij werd daar echter ziek en een maand later overleed hij.

## Werken
Als componist schreef hij zowel instrumentale als vocale muziek, maar er zijn slechts weinig composities bewaard gebleven:
- Twee suites voor instrumentale bezetting
- Sonate voor viool en basso continuo
- Magnificat voor vijf zangstemmen en twee violen
- Wo der Herr nicht das Haus bauet